# Janusz Sztumski
Janusz Sztumski (ur. 9 maja 1930 w Borysławiu, zm. 30 maja 2025) – polski socjolog, nauczyciel akademicki, m.in. profesor Uniwersytetu Śląskiego.

## Życiorys
Studia ukończył na Wydziale Prawa UJ oraz Wydziale Filozofii Uniwersytetu Warszawskiego. Doktorat obronił w 1963, stopień doktora habilitowanego w 1967. W 1974 uzyskał tytuł profesora nadzwyczajnego, a w 1980 profesora zwyczajnego. Od 1955 pracował w Katedrze Logiki UMK w Toruniu. Do 1969 był kierownikiem Katedry Historii Filozofii i Myśli Społecznej, a w latach 1969–1973 zastępcą dyrektora Instytutu Ekonomii.
Od lat 70. związany z Uniwersytetem Śląskim. W latach 1974–1976 był dyrektorem Instytutu Filozofii i Socjologii, a w 1984 został zastępcą dyrektora Instytutu Nauk Politycznych i Dziennikarstwa. W latach 1977–1980 był rektorem Wyższej Szkoły Pedagogicznej w Częstochowie, zaś w latach 1981–1982 kierował Zakładem Socjologii Pracy Wyższej Szkoły Nauk Społecznych. Należał do PZPR od 1956. Po 1989 pracował w Instytucie Nauk Politycznych i Dziennikarstwa Wydziału Nauk Społecznych Uniwersytetu Śląskiego w Katowicach, na Górnośląskiej Wyższej Szkoły Handlowej im. W. Korfantego w Katowicach, a także Studium Medycyny Społecznej Collegium Medicum im. L. Rydygiera w Bydgoszczy Uniwersytetu Mikołaja Kopernika; przewodniczył Radzie Programowej Fundacji im. Andrzeja Frycza Modrzewskiego, a także Komisji Rozwoju i Organizacji Szkolnictwa Wyższego Rady Głównej Szkolnictwa Wyższego.

## Twórczość
Był autorem podręcznika Wstęp do metod i technik badań społecznych. 
Napisał ponadto:
- Konflikt społeczny (1987),
- Zarys socjologii przemysłu, wraz ze Stanisławem Czajką (1987),
- Propaganda – jej problemy i metody (1990),
- Społeczeństwo i wartości (1992),
- Społeczeństwo polskie w procesie demokratycznych przeobrażeń (1993),
- Elity w procesie transformacji społeczno-gospodarczej i politycznej Polski (1995),
- Elity. Ich miejsce i rola w społeczeństwie (1997, ponowne wydania 2003 i 2007),
- Socjologia pracy (1999),
- Konflikty społeczne i negocjacje jako sposoby ich przezwyciężania (2000),
- Pokolenie wygranych? Dzieci i młodzież w procesie transformacji społeczno-gospodarczej i politycznej Polski (2001),
- Stres w biznesie (2001),
- Zarys socjologii organizacji, wraz z Mariuszem Kolczyńskim (2003).

## Odznaczenia
- Krzyż Kawalerski Orderu Odrodzenia Polski
- Medal 30-lecia Polski Ludowej
- Medal 40-lecia Polski Ludowej
- Medal Komisji Edukacji Narodowej